# María Julia Mantilla
Maju Mantilla, właśc. María Julia Mantilla García de Salcedo (ur. 10 lipca 1984 w Trujillo) – peruwiańska aktorka, tancerka, modelka, nauczycielka. Zdobywczyni tytułu Miss World 2004.
5 grudnia 2004 roku została Miss World 2004 jako reprezentantka Peru, pokonując 106 kandydatki z całego świata podczas gali finałowej w Sanya.
Jej ciotką jest Maria Julia Mantilla Mayer, Miss Peru 1969. Jej mężem jest Gustavo Salcedo Ramírez-Gastón, z którym ma dwoje dzieci: córkę Lunę Maríę (ur. 23 marca 2016) i syna Gustavo.